# Languedociano
O languedociano ou lengadociano é um dialeto occitano falado especialmente no Languedoque. Por suas características centrais, é frequentemente proposto como base para o occitano padrão.

## Classificação
O languedociano é uma variante meridional do occitano, semelhantemente ao provençal. O languedociano também tem algumas semelhanças com o gascão, embora não partilhe de muitas das várias idiossincrasias que separam este do restante do occitano, e com a língua catalã, que, apesar de sua autonomia linguística, tem origem occitana, com especial proximidade com o languedociano. O languedociano tem variedade interna, caracterizando um encontro de diversas categorias dialetais occitanas.

## Uso
As estatísticas oficiais francesas apontam para uma figura entre 500 e 700 mil falantes de languedociano, embora o número seja difícil de se precisar em decorrência da falta de informação censitária e dos limites pouco claros entre diferentes dialetos. A UNESCO estima o número de falantes em 500 mil pessoas, e classifica o idioma como em grave perigo.